# Zarza de Tajo
Pour les articles homonymes, voir Zarza et Tajo.
Zarza de Tajo est une municipalité espagnole de la province de Cuenca, dans la région autonome de Castille-La Manche.